# Mizrahi-Tefahot

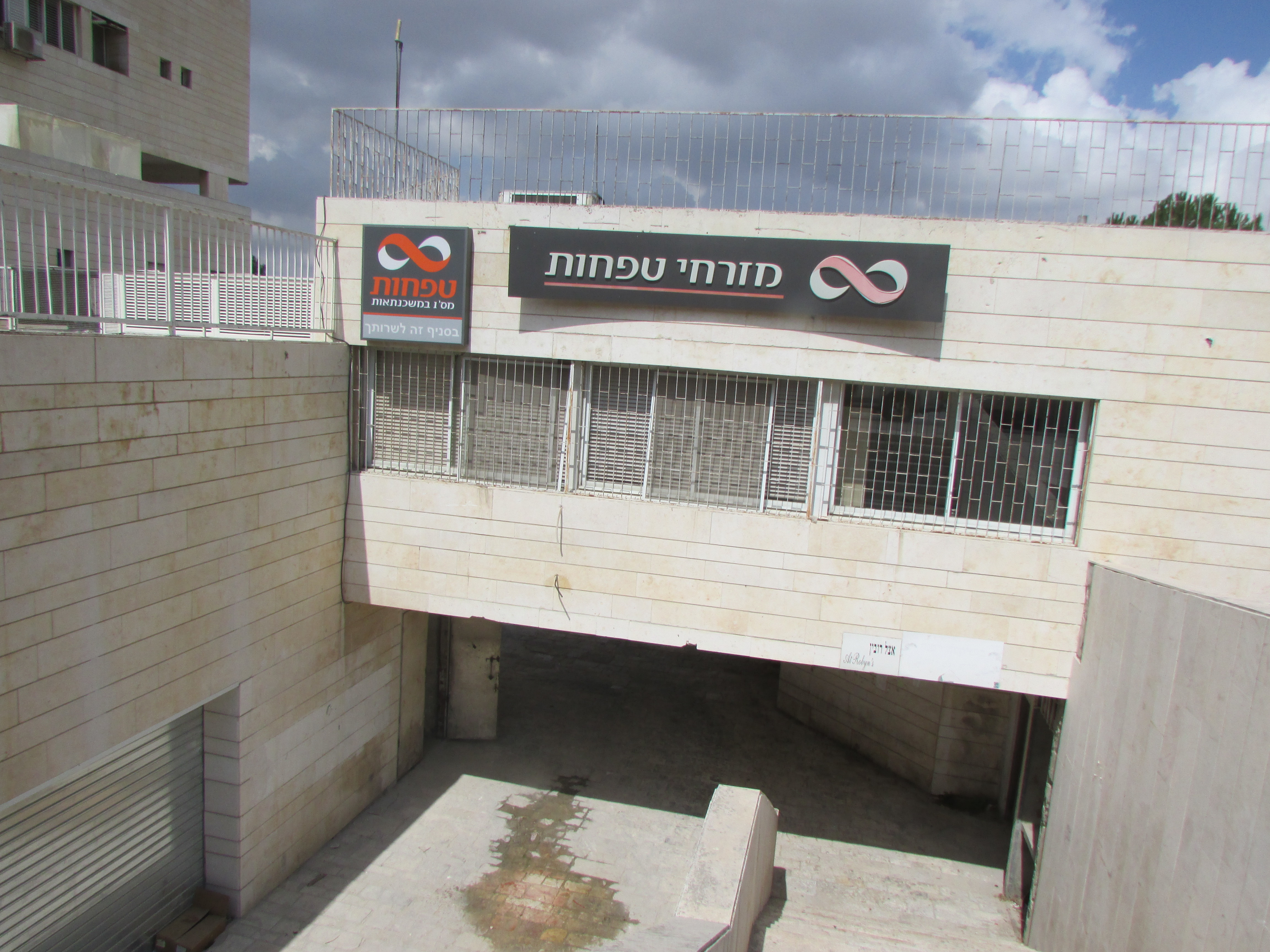
Bank Mizrahi in Ramot Eshkol

Die Bank Mizrahi-Tefahot (hebräisch בַּנְק מִזְרָחִי טְפָחוֹת Bank Mizrachī Ṭɘfachōt, deutsch ‚Orient-Dachziegel-Bank‘) ist die drittgrößte Bank in Israel. Sie verfügt über rund 140 Filialen. Die Bank ist die größte unter den israelischen Hypothekenfinanzierern. Die Bilanzsumme belief sich zum 31. März 2023 auf 120,08 Mrd. USD, und für die drei Monate bis zum 31. März 2023 meldete Mizrahi-Tefahot einen Betriebsgewinn vor Steuern von 598,06 Mio. USD, einen Nettogewinn von 378,14 Mio. USD und eine Eigenkapitalrendite von 22,4 %.

## Geschichte
Die Bank Mizrahi-Tefahot entstand 2004 durch eine Fusion der Bank Mizrahi HaMeuhad und der Bank Tefahot. Die Bank Mizrahi wurde 1923 von der Mizrachi-Bewegung gegründet und fusionierte später mit der Bank Hapoel HaMizrachi zur Bank Mizrahi HaMeuhad (United Mizrachi Bank).
Im November 2017 stimmte die Mizrahi-Tehafot-Bank dem Kauf der Union Bank of Israel für 400 Millionen US-Dollar zu und festigte damit ihre Position als drittgrößte israelische Bank.

## Kontroversen
Am 12. Februar 2020 wurde die Bank Mizrahi-Tefahot in einer von den Vereinten Nationen erstellten Datenbank von 112 Unternehmen aufgeführt, die an der Förderung der israelischen Siedlungstätigkeit im Westjordanland und auf den Golanhöhen beteiligt sind, eine Tätigkeit, die nach internationalem Recht als illegal gilt.
Am 5. Juli 2021 erklärte der größte norwegische Pensionsfonds KLP, dass er sich von der Bank Mizrahi-Tefahot trennen werde, neben 15 anderen Unternehmen, die in dem Bericht genannt werden, weil die Vereinten Nationen „Bank- und Finanzgeschäfte, die zur Entwicklung, Ausweitung oder Aufrechterhaltung von Siedlungen und deren Aktivitäten“ in den besetzten Gebieten beitragen, aufgedeckt hatten.